# Parque Natural Municipal do Boqueirão
O Parque Natural Municipal do Boqueirão é uma área de proteção da cidade de Palmeiras, no estado brasileiro da Bahia, que foi criado em 2015 para a proteção da área na qual se localiza parte do Vale do Capão.
Situado no distrito de distrito de Caetê-Açu, tem uma área de 153 hectares, tendo por principal atração a cachoeira do Riachinho, frequentada por moradores e turistas.

#### Histórico
Foi criado pelo Decreto nº 224, de 11 de maio de 2015, e protege o chamado Vale do Capão.
Em 2019 o lugar viveu momentos de disputa, quando partes significativas do território do parque foram ocupadas por grileiro que começara a cercar grande área do terreno e ameaçado vizinhos, havendo antes ateado fogo em partes dele. O lugar também sobre com a grande especulação imobiliária, derivada do aumento do turismo.
Em 2021 o Ministério Público finalmente ingressou com ação civil pública contra dois dos grileiros, na qual impunha a desocupação das áreas irregularmente ocupadas e plano de recuperação da mata atlântica destruída com suas ações.